# Кан-1
Кан-1 (фр. Caen-1) — кантон во Франции, находится в регионе Нормандия, департамент  Кальвадос. Входит в состав округа Кан. 

## История
До 2015 года в состав кантона входили западные кварталы города Кан и коммуна Бретвиль-сюр-Одон.
В результате реформы 2015 года  состав кантона был изменен.

## Состав кантона с 22 марта 2015 года
В состав кантона входят коммуны (население по данным Национального института статистики за 2018 г.):
- Бретвиль-сюр-Одон (3 919 чел.)
- Версон (3 649 чел.)
- Кан (17 804 чел., западные кварталы)
- Муан (1 613 чел.)
- Турвиль-сюр-Одон (1 082 чел.)

## Политика
На президентских выборах 2022 г. жители кантона отдали в 1-м туре Эмманюэлю Макрону 34,1 % голосов против 25,7 % у Жана-Люка Меланшона и 13,4 % у Марин Ле Пен; во 2-м туре в кантоне победил Макрон, получивший 74,9 % голосов. (2017 год. 1 тур: Эмманюэль Макрон – 31,2 %, Жан-Люк Меланшон – 21,5 %, Франсуа Фийон – 20,0 %, Марин Ле Пен – 11,5 %; 2 тур: Макрон – 81,0 %. 2012 год. 1 тур: Франсуа Олланд — 34,9 %, Николя Саркози — 25,0 %, Марин Ле Пен — 10,1 %; 2 тур: Олланд — 59,2 %).
С 2017 года кантон в Совете департамента Кальвадос представляют член совета города Кан Людвиг Вийом (Ludwig Willaume) (Республиканцы) и вице-мэр Кана Софи Симонне (Sophie Simonnet) (Разные правые).
|                | Кандидаты                       | Партия                 | Первый тур | Первый тур     | Второй тур | Второй тур |
| Кол-во голосов | Кандидаты                       | Партия                 | % голосов  | Кол-во голосов | % голосов  |            |
| -------------- | ------------------------------- | ---------------------- | ---------- | -------------- | ---------- | ---------- |
|                | Людвиг Вийом Софи Симонне       | Правоцентристский блок | 3 434      | 52,12          | 3 752      | 52,93      |
|                | Александра Дюамель Тибо Ле Галь | Левый блок             | 3 155      | 47,88          | 3 336      | 47,07      |

|                | Кандидаты                       | Партия                  | Первый тур | Первый тур     | Второй тур | Второй тур |
| Кол-во голосов | Кандидаты                       | Партия                  | % голосов  | Кол-во голосов | % голосов  |            |
| -------------- | ------------------------------- | ----------------------- | ---------- | -------------- | ---------- | ---------- |
|                | Людвиг Вийом Соня де ла Провоте | Правый блок             | 3 932      | 41,39          | 4 957      | 54,74      |
|                | Жорма Аккар Мартин Дени         | Социалистическая партия | 2 785      | 29,32          | 4 098      | 45,26      |
|                | Эвелин Сорель Анри Филипп       | Национальный фронт      | 1 241      | 13,06          |            |            |
|                | Каролин Амьель Оливье Фату      | Европа Экология Зелёные | 871        | 9,17           |            |            |
|                | Орельян Гиди Паскаль Элие       | Левый фронт             | 670        | 7,05           |            |            |